# Polyommatus pupillata
Polyommatus pupillata är en fjärilsart som beskrevs av Courvoisier 1913. Polyommatus pupillata ingår i släktet Polyommatus och familjen juvelvingar. Inga underarter finns listade i Catalogue of Life.